# Montornès de Segarra
Montornès de Segarra là một đô thị trong tỉnh Lleida, cộng đồng tự trị Cataluña Tây Ban Nha. Đô thị Montornès de Segarra có diện tích là 12,3 ki-lô-mét vuông, dân số năm 2009 là 104 người với mật độ 8,46 người/km². Đô thị Montornès de Segarra có cự ly km so với tỉnh lỵ Lleida.